# Кросненское воеводство
Кросненское воеводство (пол. województwo krośnieńskie) — существовавшее в Польше в период 1975—1998 годов как основные единицы административного деления страны. 
Одно из 49 воеводств Польши, которые были упразднены в итоге административной реформы 1998 года. Занимало площадь 5702 км². В 1998 году насчитывало 510 400 жителей. Столицей воеводства являлся город Кросно.
В 1999 году территория воеводства отошла большей частью к Подкарпатскому воеводству, зато 2 гмины (в частности тоже город Беч) — к Малопольскому воеводству.

## Города
Города Кросненского воеводства по числу жителей (по состоянию на 31 декабря 1998 года):
1. Кросно (49 714)
2. Санок (41 795)
3. Ясло (39 496)
4. Устшики-Дольне (10 535)
5. Бжозув (7957)
6. Леско (6521)
7. Едличе (5627)
8. Беч (4944)
9. Загуж (4916)
10. Рыманув (3708)
11. Дукля (2317)
12. Ивонич-Здруй (2306)

## Население
| Год       | 1975    | 1980    | 1985    | 1990    | 1995    | 1998    |
| Население | 421 900 | 448 200 | 475 200 | 495 000 | 506 600 | 510 400 |